# 名古屋市立東星中学校
名古屋市立東星中学校（なごやしりつ とうせいちゅうがっこう）は、愛知県名古屋市千種区星が丘山手にある名古屋市立の中学校。

## 歴史

### 沿革
- 1991年（平成3年）
  - 4月1日 - 名古屋市立城山中学校・名古屋市立神丘中学校より分離し、名古屋市立東星中学校として独立[WEB 1]。
  - 10月15日 - 校歌およびスクールソング制定[WEB 1]。
- 2022年（令和4年）度 - 体育館にエアコンが整備される予定[WEB 2][WEB 3]。

### 歴代校長
年は就任年を示す
- 2015年（平成27年） - 内川和則[WEB 4]

### 生徒数の変遷
『愛知県小中学校誌』（2018年）によると、生徒数の変遷は以下の通りである。
| 1991年（平成3年）  | 459人 |  |
| 1997年（平成9年）  | 507人 |  |
| 2007年（平成19年） | 426人 |  |
| 2017年（平成29年） | 446人 |  |

## 通学区域
所管する名古屋市教育委員会は、2018年（平成30年）9月1日現在、千種区のうち、朝岡町1～2丁目・池上町・井上町・鹿子町・唐山町3丁目・清住町・楠元町・桜が丘・新池町・田代町（字鹿子殿・字瓶入）・天白町・東明町・猫洞通・橋本町・東山通2～5丁目・日和町2～5丁目・平和が丘三丁目・平和公園三丁目・星ヶ丘・星が丘元町・星が丘山手・本山町の全域および朝岡町3丁目・唐山町1～2丁目・末盛通5丁目・園山町1丁目・徳川山町3丁目・東山通1丁目・日和町1丁目・平和公園一丁目・平和公園二丁目・四谷通1～2丁目の各一部を通学区域として指定している。
これは名古屋市立東山小学校区と名古屋市立星ヶ丘小学校区の2校の通学区域に一致する。

## 生徒の活動

### 部活動
サッカー部、バスケットボール部、卓球部、吹奏楽部、理科部、将棋部がある。

## 交通アクセス
- 名古屋市営地下鉄東山線 星ヶ丘駅2番出入口より徒歩8分[WEB 7]
- 名古屋市営地下鉄東山線 東山公園駅2番出入口より徒歩8分[WEB 7]

### WEB
1. 1 2 3  “沿革”.   名古屋市立東星中学校. 2015年3月30日閲覧。
2. ↑  “中学、特別支援学校６０校の体育館にエアコン　冷房は２３年度から”. 中日新聞社. (2021年5月29日) 2021年6月21日閲覧。
3. ↑   “学校体育館空調設備にかかる設計について”. 名古屋市. (2021年5月28日) 2021年8月10日閲覧。
4. ↑  “名古屋市の教職員異動 校長・園長” (日本語). 中日新聞朝刊市民版・なごや東版:  p. 1. (2015年3月29日)
5. ↑  名古屋市教育委員会事務局総務部教育環境計画室計画係 (2018年9月1日). “名古屋市立小・中学校の通学区域一覧（千種区）” (PDF).   名古屋市. 2018年11月15日閲覧。
6. ↑  名古屋市教育委員会事務局総務部教育環境計画室計画係 (2018年4月1日). “名古屋市立中学校区一覧（小→中）” (PDF).   名古屋市. 2018年11月14日閲覧。
7. 1 2  “学校周辺図”.   名古屋市立東星中学校. 2015年3月30日閲覧。

### 書籍
1. ↑  六三制教育七十周年記念 愛知県小中学校誌 合同記念誌編集特別委員会 2018, p. 170.